# توم هوارد (عداء مسافات طويلة)
توم هوارد هو عداء مسافات طويلة كندي، ولد في 20 سبتمبر 1948 في فانكوفر في كندا.

## وصلات خارجية
- توم هوارد على موقع أوليمبيديا (الإنجليزية)